# Icelandite
L'Icelandite (si pronuncia aislandite) è una roccia ignea vulcanica intermedia (SiO2  > 60% in peso), affine a un'andesite ma più ricca in ferro e più povera in alluminio. La sua composizione si colloca tra quella delle riodaciti e quella dei basalti tholeiitici. Presenta tessitura afanitica ipocristallina e porfirica.

## Composizione
L'icelandite contiene fenocristalli di andesina, clino- e/o ortopirosseno (augite e iperstene) e/o pigeonite e meno comunemente olivina, in una pasta di fondo con gli stessi minerali.

## Etimologia
Icelandite viene dal nome in inglese dell'isola Islanda (Iceland) e fu coniato intorno al 1960 dal geologo inglese Ian Carmichael mentre lavorava sul vulcano Thingmuli in Islanda.

## Varietà
La duncandite è una varietà caratterizzate dalla presenza di plagioclasio andesina nella pasta di fondo. La jervisite invece contiene oligoclasio. Queste due varietà prendono il nome da due isole dell'arcipelago delle Galápagos, dove sono state osservate e descritte.

## Aspetti chimici e origine
Nelle serie cogenetiche di rocce vulcaniche su crosta continentale in aree di subduzione, la concentrazione di ferro decresce all'aumentare del contenuto di SiO2. Nelle icelanditi avviene il contrario e questo, unitamente alla carenza di Al2O3, è il motivo per cui queste rocce sono state distinte dalle normali andesiti. Questi aspetti chimici sono da porsi in relazione con il differente ambiente geodinamico dove queste andesiti eruttano, ossia in isole su o presso dorsali medio oceaniche anziché, come di norma, in zone di subduzione, e quindi derivano per cristallizzazione frazionata di basalti tipo MORB (middle oceanic ridge basalts), ovvero basalti tholeiitici con differenti caratteristiche chimiche rispetto a quelli del cuneo di mantello al di sopra di una placca in subduzione.

## Distribuzione
Le icelanditi sono presenti in Islanda e alle Isole Galapagos.